# فریدریش دونفلد
فریدریش دونفلد (انگلیسی: Friedrich Donenfeld; ۱۷ ژانویهٔ ۱۹۱۲ – ۲۰ مارس ۱۹۷۶) بازیکن فوتبال اهل اتریش بود.
از باشگاه‌هایی که در آن بازی کرده‌است می‌توان به باشگاه فوتبال المپیک مارسی، باشگاه فوتبال مکابی تل آویو، و باشگاه فوتبال ستاره سرخ اشاره کرد.
وی همچنین در تیم ملی فوتبال اتریش بازی کرده‌است.